# Тоомас Вінт
Тоо́мас Вінт (ест. Toomas Vint; *5 березня 1944, Таллінн, Естонія)  — естонський письменник і художник.

## З життя і творчості
Тоомас Вінт народився в сім'ї естонського економіста Енделя Вінта (1907-1983). 
У 1962-1966 роках вивчав біологію в Тартуському державному університеті. Крім того, займався самостійними мистецтвознавчими студіями. 
Як художник, Вінт перш за все проявився метафізичними, сюрреалістичними та постмодерністськими образами.
Відомий і як письменник. Опублікував численні вірші, оповідання та повісті. Постійним мотивом є самотність сучасної людини. У 1979 і 1984 роках Вінт отримав премію Фрідеберта Тугласа, а в 1998 році — Естонську щорічну премію з літератури.
Починаючи від 1973 року Тоомас Вінт входить до складу Спілки художників Естонії, за від 1977 року — до Спілки письменників Естонії.

## Вибрана бібліографія
- Suitsupilvides unistus (збірка поезії, 1968)
- Kahel pool hekiga palistatud teed (оповідання, 1974)
- Ringmäng (оповідання, 1975)
- Perekondlikud mängud (повісті, 1977)
- Pööre & veeremäng (оповідання та повісті, 1979)
- Väikelinna romaan (роман, 1980)
- Tantsud Mozarti saatel (оповідання, 1983)
- Suur isane kala akvaariumis (роман, 1985)
- Kahekesi (оповідання, 1988)
- Kojamehe naine (роман, 1990)
- Lõppematu maastik (роман, 1995)
- Naisepiinaja õnnenatukene (оповідання, 1998)
- Kunstniku romaan (роман, 1998)
- Naedalavahetusel. Мангіди. (роман, 1999)
- Elamise sulnis õudus (оповідання та мемуари, 2000)
- Kaine kuu ja purjus päike (2001)
- Himm (2002)
- Minu abielu prostituudiga (роман, 2003)
- Õnneliku lõpuga lood (новели, 2004)
- Maluauguga naine (оповідання, 2007)
- Üüriline (роман, 2009)

Українською оповідання Тоомаса Вінта «Викрадення лебедя» було опубліковано в перекладі О. С. Завгороднього в антології «Естонське радянське оповідання» (К.: «Дніпро», 1982, с. 43-50).

## Особисте життя
Тоомас Вінт одружений з естонською художницею та графіком Айлі Вінт (* 1941).